# 约什·戴维斯
约什·戴维斯（英語：Josh Davis，1980年8月10日—），美国NBA联盟的职业篮球运动员。